# Schwartzia renvoizei
Schwartzia renvoizei är en tvåhjärtbladig växtart som beskrevs av Gir.-cañas. Schwartzia renvoizei ingår i släktet Schwartzia och familjen Marcgraviaceae. Inga underarter finns listade i Catalogue of Life.